# Fijijätteduva
Fijijätteduva (Natunaornis gigoura) är en förhistorisk utdöd fågel i familjen duvor inom ordningen duvfåglar som tidigare förekom i Fiji.

## Upptäckt och beskrivning
Fågeln beskrevs vetenskapligt 2001 utifrån benlämningar som hittats i oktober 1998 på ön Viti Levu. Typexemplaret finns i samlingarna i Museum of New Zealand Te Papa Tongarewa. Fijijätteduvan var mycket stor, bara något mindre än dronten (Raphus cucullatus) och rodriguessolitären (Pezophaps solitaria).

## Namn
Det monotypiska släktet Natunaornis är uppkallat efter Natuna, den äldsta hövdingen hos Volivolifolket i Sigatokadalen där benlämningarna från duvan först hittades. Det vetenskaplliga artnamnet återspeglar artens storlek och dess förmodade släktskap med kronduvorna i släktet Goura.